# كأس الاتحاد الإنجليزي 1991–92
كأس الاتحاد الإنجليزي 1991–92 (بالإنجليزية: 1991–92 FA Cup)‏ هو الموسم 111 من  كأس الاتحاد الإنجليزي. الذي يشرف على تنظيمه الاتحاد الإنجليزي لكرة القدم، وكان عدد الأندية المشاركة فيه  404، وفاز فيه نادي ليفربول.